# Вниз в погребок
«Вниз в погребок» (словац. Do pivnice; дословный перевод — «Вниз в подвал») — короткометражный сюрреалистический фильм с элементами анимации и хоррора чешского режиссёра Яна Шванкмайера. Фильм был снят на словацкой студии «Slovenská filmová tvorba Bratislava».

## Сюжет
Маленькую девочку попросили спуститься в подвал и набрать картошки. Она взяла с собой лукошко, в которой лежит фонарь и ключ от двери номер 37. По дороге она встречает пожилого мужчину, который предлагает ей конфету, уборщицу и чёрного кота перед самим входом. Освещая путь фонарём, девочка заходит внутрь загадочного и мрачного погреба. В этом подземном мире происходят диковинные, фантасмагорические вещи. Проходя мимо дверей, девочка наблюдает за некоторыми из них.
- Ожившие старые туфли ведут себя, подобно собакам, и дерутся за булочку, которую уронила девочка.
- Лопатка самостоятельно набирает ведро угля.
- Мужчина, встретивший героиню в начале фильма, живёт в подвале. Прополоскав рот, он ложится в кровать, где уголь вместо матраса и одеяла. Заметив девочку, жестом манит её и предлагает лечь на такую же кроватку поблизости.
- В комнате напротив уборщица печёт некое подобие пирожков из угольной пыли. Увидев девочку, она берёт один из уже готовых пирожков и медленно приближается к гостье, чтобы предложить угощение.

Испугавшись, девочка бежит дальше по коридору и вдруг останавливается, услышав чей-то плач. Подойдя к очередной двери (как позже выясняется, нужной двери под номером 37), она видит, как очень похожую на неё девочку избивают ожившие наколотые дрова. Открыв дверь ключом, героиня спешит на помощь и усмиряет неугомонных обидчиков. Показав язык своему отражению в зеркале, она наконец находит ящик с картошкой, но и здесь ей приходится нелегко. Крышка ящика всё норовит захлопнуться, картошка не перестаёт перекатываться обратно в ящик. Всё же девочке удаётся набрать полное лукошко, но внезапно её пугает мяукание увеличившегося в размерах чёрного кота, который поджидает её у двери. Закрыв дверь, девочка ждёт, когда тот уйдёт. Тем временем, картошка вновь оказывается в ящике. Набрав полное лукошко ещё раз, героиня выходит в коридор. 

По дороге назад ей встречаются ведра с углём, с шумом проносящиеся в другой конец погреба, и огромный чёрный кот. Со всех ног девочка бежит к выходу, кот с устрашающим мяуканием её преследует. Выбегая наружу, она спотыкается на лестнице и роняет лукошко. Картофелины снова катятся назад к ящику. Раздосадованная и напуганная девочка какое-то время сидит на ступеньках, вместе с уже уменьшившимся котом, и смотрит в темноту. Затем она собирается духом и ещё раз спускается во мрак. Чёрный кот, всё так же грозно мяукая, побежал за ней вслед.

## История создания

### Лейтмотив

Моника Бело-Цабанова в главной роли

Фильм в некоторой степени автобиографичен. В 2001 году был снят французский документальный телефильм «Химеры Шванкмайера» (фр. Les chimères des Svankmajer), посвящённый творчеству супружеской пары Шванкмайеров. Рассказу о том, как пришла идея снять фильм о подвале, была уделена небольшая часть фильма под названием «Подвал» (фр. La cave). Режиссёр описал то, как в детские годы ему было тяжело идти туда всякий раз, когда его просили. Тем не менее, подвал стал для него неким простором для фантазии.
Меня занимают не только определённые мотивы, но и определённые места. Одна из самых волнующих тем - это подвал. В детстве я очень страдал, когда мне приходилось туда спускаться. Погреб в «Алисе» и, конечно, в «Полено» - это подвал из моего детства. Точно такой же был в нашем многоквартирном доме во Вршовице. Моя мать посылала меня в подвал принести угля - это когда я стал постарше, а до этого - набрать картошки. Это был, конечно, страшный опыт. Очень страшный. Когда моя мать просила меня сходить в подвал за картошкой, мне почти хотелось сбежать из дома. Но в то же время это подпитывало моё воображение.
На заданный интервьюером вопрос о том, почему олицетворением детского страха стала девочка, Шванкмайер ответил:
Мне показалось неправильным брать на эту роль мальчика, потому что я подумал, что мой страх был связан с женским началом, которое присутствует в каждом мужчине. Поэтому я решил послать вместо себя детское воплощение своей души.

### Производство
Сценарий не был одобрен руководством пражской студии «Krátký Film Praha», в которой работал Шванкмайер. Однако режиссёр решил воспользоваться фактом соперничества между чешской и словацкой киностудиями, и предложил сценарий словацкой студии, который, в конечном счёте, был ей принят. Также чешские власти отказали в участии картины в кинофестивале, проходящем в Оберхаузене, но в определённый момент изменили своё решение.

## Критика
- Чешский кинокритик Томаш Одаха (чеш. Tomáš V. Odaha) выразил своё почтение Шванкмайеру за креативный подход к сюжету и талантливую постановку.

Как и характерно для Шванкмайера, фильм «Вниз в погребок» сочетает в себе элементы хоррора с тонким юмором, отличные идеи, художественные детали и идеальную постановку, увидев которую можно только спокойно преклониться перед режиссёром, не только как перед мастером кино, но и как перед человеком, сохранившим в душе детский взгляд на мир.Оригинальный текст (чешск.)Jak je ostatně pro Švankmajera zcela příznačné, film Do pivnice kombinuje horor s inteligentním humorem, skvělými nápady, výtvarnými detaily a zejména dokonalým zpracováním, kdy se lze jen tiše uklonit před mistrem nejen svého filmového oboru, ale i člověkem, jenž si uchoval duši dítěte.

- Профессор Майкл О’Прей (англ. Michael O'Pray) опубликовал рецензию на фильм в британском периодическом издании, посвящённом кинокритике, «Monthly Film Bulletin[англ.]». Он выразил предположение о том, что во время первого просмотра почитатели творчества режиссёра могут разочароваться в выбранном подходе реализации (а именно, в преобладании живых актёров в кадре и более реалистичной обстановке), поскольку в большинстве своём Шванкмайер снимал анимационные фильмы. Однако подчёркивает, что во многом этот фильм является наглядной иллюстрацией основных тем и навязчивых идей режиссёра. В данном случае — детство в мире взрослых людей.

Он (фильм) развивает тему детства, взяв, например, все качества концепта детской истории, такие как «Красная Шапочка». Мир Шванкмайера очень похож на мир глазами ребёнка. В его работах настойчиво выражается глубоко укоренившийся скептицизм и пессимизм по отношению к обычному взрослому миру (как и можно было бы ожидать от сюрреалиста). <…> Более того, для Шванкмайера тема «невинности» детства сама по себе пронизана ужасом.Оригинальный текст (англ.)It develops the theme of childhood, taking on, for instance, all the qualities of a nursery story like "Little Red Riding Hood". Svankmajer's world is very much like a child's. His work persistently expresses a deep-rooted scepticism and pessimism about the conventional adult world (as one might expect from a surrealist proper). <...> Moreover, for Svankmajer, the 'innocence' of childhood is itself shot through with terror and horror.

## Анализ и трактовка
По большей части, критики сходятся во мнении, что фильм иносказательно демонстрирует в некотором роде болезненное знакомство ребёнка с реальным миром, при этом отсылая к конкретным реалиям.
- Анализируя стиль Яна Шванкмайера, критик Джоселин Щепаниак-Гиллис (англ. Jocelyn Szczepaniak-Gillece) рассказывает о влиянии на него удручающей обстановки в Чехословакии, находившейся под влиянием коммунизма, и доминирующей в большинстве его работ «эстетике грязи».

В утрированном сказочном стиле Шванкмайера Чехословакия при коммунизме — это грязное, убогое место, наполненное мышами, пылью, углем и промышленными отходами — в грязных квартирах почти чувствуется запах зловония. Эстетика грязи Шванкмайера остается уникальной и захватывающей даже спустя более 30 лет после его первого фильма. Ничто в его вселенной не живёт, если оно не покрыто грязью и/или не разложилось, тем самым отражая расколотый, израненный мир. Животные мертвы и начинены, обувь поцарапана, гвозди забиты и согнуты, а дети носят устаревшую одежду и ходят с растрёпанными волосами.Оригинальный текст (англ.)In Svankmajer's exaggerated fairytale style, Czechoslovakia under communism is a filthy, fetid place, filled with mice, dust, coal, and industrial waste -- one can almost smell the stench in grubby flats. Svankmajer's aesthetic of dirt remains unique and arresting, even more than 30 years after his first film. Nothing in his universe is alive until it is sullied and/or deconstructed, reflecting a disjointed and bruised world. Animals are dead and stuffed, shoes are scuffed, nails are banged up and bent, and children wear utilitarian garb and mussed-up hair.

Она обращает внимание на то, что эта эстетика прослеживается и здесь: главная героиня входит в неприветливый мир, полный пыли, грязи и теней, и становится его частью.

В фильме «Вниз в погребок» грязь в разных её проявлениях занимает чуть ли ни центральное место; сам погреб — это обитель пыли и теней, в то время как старик, который манит её, производит жуткое впечатление как растлитель малолетних. Здесь грязь олицетворяет то, как невинность испорчена и смешана с мерзостью, в которой вынуждены жить обездоленные. Шванкмайер рассказывает притчу о переходе во взрослую жизнь и о необходимости столкнуться с несправедливыми обстоятельствами. Только эта сказка не имеет счастливого конца. Остаётся лишь ужасающая уверенность в том, что неприятности будут происходить снова и снова.Оригинальный текст (англ.)Down to the Cellar is particularly unclean, in more ways than one; The cellar itself is a haven for dust and shadows, while the old man who beckons her has the creepy bearing of a child molester. Here, dirt represents innocence corrupted as well as the filth in which the underprivileged are forced to live. Svankmajer offers a parable of entering adulthood and the necessity of facing unfair difficulties. Only this fairytale has no happy ending, just the terrible certainty that troubles will arise again.

- Блогер-кинообозреватель Джованни Сузина (англ. Giovanni Susina) тоже сделал акцент на грязи и угле, рассматривая его как отсылку на реалии Чехословакии в период Пражской весны.

Замечательный авангардный взгляд на воображаемые страхи, паранойю, тревоги и недоверие. «Вниз в погребок» можно рассматривать как возможную аллегорию Холодной войны. Думаю, что применение угля (женщина, использующая уголь в качестве основного ингредиента для выпечки тортов, а старик, использующий уголь для одеяла в постель) в этом фильме имело отношение к загрязнению углем и проблемам со здоровьем, так как уголь был основным источником отопления, а также источником энергии для промышленных предприятий коммунистической Восточной Европы во время Холодной войны, и в результате получилось токсичное загрязнение, которое даже загрязнило водопроводную воду и представляло серьёзную опасность для здоровья.Оригинальный текст (англ.)A nice avant-garde approach to exploring imagined fears, paranoia, anxieties, and mistrust. Down to the Cellar could be thought of as a possible Cold War allegory. I think the use of coal (the woman using coal as a primary ingredient to bake cakes and the old man using coal to blanket himself in bed) in this film was saying something about coal pollution and its health concerns, as coal was a primary source of heating as well as a power source for industrial plants in communist Eastern Europe during the Cold War, and the result was a toxic pollution that even contaminated the tap water and was a major health hazard.

## Награды
| Дата | Церемония                                                        | Место           | Премия        | Лауреат           | Результат |
| ---- | ---------------------------------------------------------------- | --------------- | ------------- | ----------------- | --------- |
| 1983 | Международный кинофестиваль короткометражного кино в Оберхаузене | Оберхаузен, ФРГ | Приз критиков | «Вниз в погребок» | Победа    |